# 163819 Teleki
A 163819 Teleki (ideiglenes jelöléssel 2003 RN8) a Naprendszer kisbolygóövében található aszteroida. Sárneczky Krisztián és Sipőcz Brigitta fedezte fel 2003. szeptember 7-én.